# Strobilation
La strobilation, ou scission transversale, est une forme de reproduction asexuée consistant en une segmentation spontanée et transversale du corps.

## Exemples
Cette phase de strobile est observée chez certains cnidaires et chez les helminthes.

## Effet
Ce mode de reproduction est caractérisé par une production élevée de descendants, ce qui a une importance particulière chez les parasites comme le ténia.